# 普法芬貝格山 (維也納)
48°15′34″N 16°18′31″E / 48.25944°N 16.30861°E

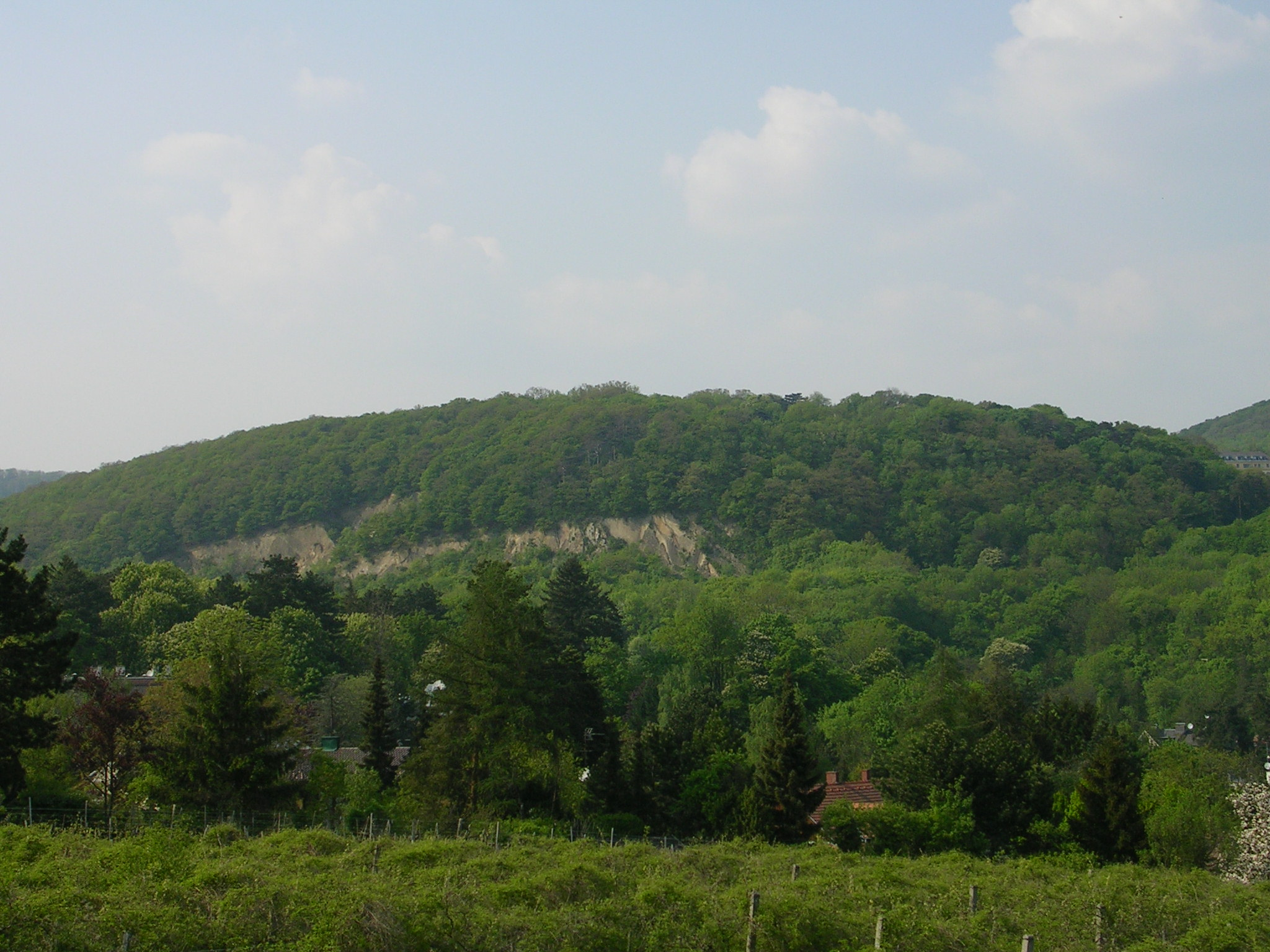

普法芬貝格山（德語：Pfaffenberg），是奧地利的山峰，位於該國東北部，由維也納負責管轄，屬於維也納林山的一部分，距離拉蒂斯貝格山0.5公里，海拔高度415米。